# Helwingiaceae
Helwingiaceae es una familia de plantas fanerógamas que consiste en 13 especies en un único género, Helwingia. 

## Descripción
Son arbustos, árboles pequeños, raramente dioicos, árbol de hoja perenne o caducifolio. Hojas simples, alternas, pecioladas, estipulares; estípulas 2, de hojas caducas tempranas, divididos o no; márgenes aserrados  glandulares o crenados; venas pinnadas. Inflorescencias en umbelas, sésiles, transmitidas por el nervio central de la lámina de la hoja, raramente en el peciolo de las hojas en la parte superior de las ramas jóvenes. Flores 3 - o 4 (o 5), verde o púrpura-verde, unisexuales; cáliz dientes 3 o 4 (o 5); pétalos 3 o 4 (o 5); plana del disco floral, carnosa. Flores estaminadas 3-20 por umbela; estambres 3 o 4 (o 5), pétalos alternos. La fruta en forma de baya, como drupas. Semillas (duras) 1-4 (o 5), con ranuras y salientes cuando se seca.

## Distribución
Son arbustos, con hojas alternas, y pequeñas inflorescencias. Son nativas de las regiones templadas del este de Asia: por ejemplo China, Nepal, y Japón.
El sistema APG II de  (2003) lo emplaza en el orden  Aquifoliales.

## Especies seleccionadas
- Helwingia argyi
- Helwingia chinensis
- Helwingia crenata
- Helwingia formosana
- Helwingia himalaica
- Helwingia japonica